# 高嘉仁
高嘉仁（?—?），廣西省梧州府蒼梧縣人，清朝政治人物、同進士出身。
光緒二十九年（1903年），参加光緒癸卯科殿試，登進士三甲第49名。同年閏五月，以主事分部学习。